# Atração sexual

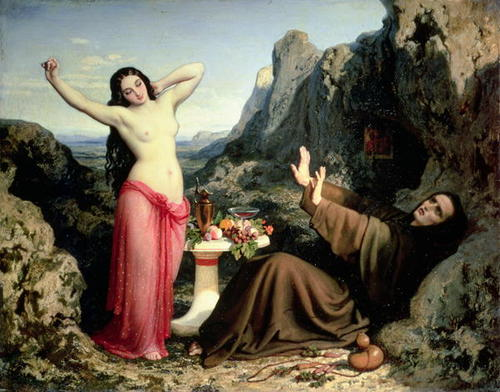
"Tentação de Santo Hilarião" (c. 1843), de Dominique Papety.

A atração sexual é a atração com base no desejo sexual ou a qualidade de despertar tal interesse. A atratividade sexual ou apelo sexual é a capacidade do indivíduo em atrair o interesse sexual ou erótico de outra pessoa e é um fator de seleção sexual ou escolha do companheiro. A atração pode ser pelas qualidades de uma pessoa, traços físicos ou por tais qualidades no contexto em que aparecem. A atração estética pode aparecer a partir dos movimentos de uma pessoa, sua voz ou cheiro, entre outras coisas. A atração pode ser aumentada pelos adornos, roupas, perfume ou estilo de uma pessoa. Pode ser influenciada por fatores genéticos, psicológicos ou culturais individuais, ou por outras qualidades mais amorfas. A atração sexual também é uma resposta a outra pessoa que depende de uma combinação da que possui os traços e os critérios da pessoa atraída.
Embora tenham sido feitas tentativas para elaborar critérios objetivos de atratividade sexual e medi-la como uma das várias formas corporais de capital erótico, a atratividade sexual de uma pessoa é em grande parte uma medida subjetiva dependente da percepção, interesse de outra pessoa e da orientação sexual. Por exemplo, uma pessoa gay ou lésbica normalmente acharia uma pessoa do mesmo sexo mais atraente do que uma pessoa do sexo oposto. Uma pessoa bissexual acharia qualquer sexo atraente. A assexualidade refere-se àqueles que não são sexualmente atraídos por nenhum dos sexos, embora possam ter atração romântica (homorromântica, birromântica ou heterorromântica) ou uma libido não direcionada (estímulo supranormal).
A capacidade das qualidades físicas de uma pessoa para criar um interesse sexual em outras é a base de seu uso em publicidade, filmes e outras mídias visuais, bem como em modelagem e outras ocupações.
Em termos evolutivos, a hipótese da mudança evolutiva postula que as fêmeas humanas exibem diferentes comportamentos e desejos sexuais em pontos de seu ciclo menstrual, como forma de garantir que atraiam um parceiro de alta qualidade para acasalar durante seu período fértil. Os níveis hormonais ao longo do ciclo menstrual afetam os comportamentos explícitos de uma fêmea, influenciando a maneira como uma fêmea se apresenta aos outros durante os estágios de seu ciclo menstrual na tentativa de atrair parceiros de alta qualidade quanto mais próxima a fêmea estiver da ovulação.

## Fatores sociais e biológicos
A sexualidade humana tem muitos aspectos. Na biologia, a sexualidade descreve o mecanismo reprodutivo e o impulso biológico básico que existe em todas as espécies que se reproduzem sexualmente e pode abranger a relação sexual e o contato sexual em todas as suas formas. Há também aspectos emocionais e físicos da sexualidade. Estes dizem respeito ao vínculo entre os indivíduos, que pode ser expresso por meio de sentimentos ou emoções profundas. Sociologicamente, pode abranger os aspectos culturais, políticos e jurídicos; filosoficamente, pode abranger os aspectos morais, éticos, teológicos, espirituais e religiosos.
Os aspectos da sexualidade de uma pessoa que atraem outra são influenciados por fatores culturais; eles tem variado ao longo do tempo, bem como fatores pessoais. Os fatores de influência podem ser determinados mais localmente entre as subculturas, entre os campos sexuais ou simplesmente pelas preferências do indivíduo. Essas preferências surgem como resultado de uma complexa variedade de fatores genéticos, psicológicos e culturais.
A aparência física de uma pessoa tem um impacto crítico em sua atratividade sexual. Isso envolve o impacto que a aparência tem nos sentidos, especialmente no início de um relacionamento:
- Percepção visual (simetria do rosto, atratividade física, saúde e como agem ou se movem, por exemplo, enquanto dançam);

- Audição (como soam a voz e os movimentos do outro);

- Olfato (como o outro cheira, natural ou artificialmente; o cheiro errado pode ser repelente).

Tal como acontece com outros animais, os feromônios podem ter um impacto, embora menos significativo no caso de humanos. Teoricamente, o feromônios "errado" pode fazer com que alguém não goste, mesmo quando de outra forma pareceria atraente. Frequentemente, um perfume de cheiro agradável é usado para encorajar o membro do sexo oposto a inalar mais profundamente o ar ao redor de seu usuário, aumentando a probabilidade de que os feromônios do indivíduo sejam inalados. A importância dos feromônios nas relações humanas é provavelmente limitada e amplamente contestada.
Algumas pessoas exibem altos níveis de fetichismo sexual e são sexualmente estimuladas por outros normalmente não associados à excitação sexual. O grau em que tal fetichismo existe ou existiu em diferentes culturas é controverso.
Os feromônios foram determinados a desempenhar um papel na atração sexual entre as pessoas. Eles influenciam a secreção de hormônios gonadais, por exemplo, a maturação do folículo nos ovários nas fêmeas e a produção de testosterona e esperma nos machos

## Alta ansiedade
Pesquisa realizada por Donald G. Dutton e Arthur P. Aron na década de 1970 teve como objetivo encontrar a relação entre a atração sexual e as altas condições de ansiedade. Ao fazê-lo, 85 participantes masculinos foram contatados por uma entrevistadora feminina atraente, ou uma ponte de suspensão ou uma ponte normal. Conclusivamente, foi mostrado que os participantes masculinos que foram convidados pela entrevistadora para realizar o teste de apercepção temático (TAT) sobre a ponte de despertação do medo, escreveu mais conteúdo sexual nas histórias e tentou, com maior esforço, contatar o entrevistador após a experiência do que os participantes que realizaram o TAT na ponte normal. Em outro teste, um participante masculino, escolhido de um grupo de 80 anos, foi dado choques esperados. Com ele estava uma confederada feminina atraente, que também estava chocada. A experiência mostrou que a imagem sexual do homem no TAT era muito mais alta quando o choque de auto-choque foi esperado e não quando o choque da confederado feminino foi esperado.

## Aprimoramento
As pessoas, conscientemente ou subconscientemente, aumentam o seu atrativo sexual ou apelo sexual por várias razões. Pode ser atrair alguém com quem possa formar uma relação mais profunda, para companhia, procriação ou uma relação íntima. Além de outros propósitos possíveis. Pode fazer parte de um cortesia processo. Isso pode envolver aspectos físicos ou processos interativos em que as pessoas encontrem e atraem potenciais parceiros, e manter uma relação. Estes processos, que envolvem a atração de um parceiro e a manutenção do interesse sexual, podem incluir flertar, que pode ser usado para atrair a atenção sexual de outro para incentivar o romance ou as relações sexuais, e pode envolver linguagem corporal, conversa, brincadeira ou breve contato físico.

## Diferenças entre sexo e sexualidade
Em homens foram encontrados um maior interesse no sexo sem compromisso comparado com as mulheres. Algumas pesquisas mostram que este interesse em ser mais sociológico do que biológico Os homens têm maior interesse em estímulos sexuais visuais do que as mulheres. No entanto, tendências adicionais foram encontradas com uma maior sensibilidade ao status de parceiro em mulheres que escolhem um parceiro sexual e homens dando maior ênfase à atratividade física em um parceiro em potencial, bem como uma tendência significativamente maior ao ciúme sexual nos homens e ao ciúme emocional nas mulheres.
Bailey, Gaulin, Agyei e Gladue (1994) analisaram se esses resultados variavam de acordo com a orientação sexual. Em geral, eles perceberam que o sexo biológico desempenhou um papel maior na psicologia da atração sexual do que a orientação. No entanto, houve algumas diferenças entre mulheres e homens homossexuais e heterossexuais sobre esses fatores. Homens gays e heterossexuais mostraram interesse psicológico semelhante em sexo casual em marcadores de sociossexualidade; os homens gays mostraram um maior número de parceiros no comportamento expressando esse interesse (proposto para ser devido a uma diferença de oportunidade); enquanto os homens heterossexuais tinham uma preferência significativamente maior por parceiros mais jovens do que os homens homossexuais. As mulheres lésbicas auto-identificadas mostraram um interesse significativamente maior em estímulos sexuais visuais do que as mulheres heterossexuais e consideram o status menos importante em parcerias românticas.
Pessoas que se identificam como assexuais pode não ser atraído sexualmente por ninguém. A assexualidade cinza inclui aqueles que experimentam a atração sexual de forma muito mais fraca em relação as outras pessoas ou só sentem em certas circunstâncias; por exemplo, exclusivamente após a formação de um laço emocional. Isto tende a variar de pessoa para pessoa.

## Preferências e hormônios sexuais
A hipótese da mudança ovulatória é a teoria de que as mulheres humanas tendem a exibir diferentes comportamentos e desejos sexuais em pontos de seu ciclo. Duas meta-análises publicadas em 2014 chegaram a conclusões opostas sobre se as evidências existentes eram robustas o suficiente para apoiar a previsão de que as preferências de parceiros das mulheres mudam ao longo do ciclo. Uma revisão mais recente de 2018 não mostra as mulheres mudando o tipo de homem que desejam em diferentes momentos do ciclo de fertilidade.

### Ovulação e ornamentação
Os níveis hormonais ao longo do ciclo menstrual afetam o comportamento de uma mulher em suas preferências. O efeito ornamentação é um fenômeno influenciado por uma etapa do ciclo menstrual que se refere à forma de como a mulher se apresenta aos demais, de forma a atrair potenciais parceiros sexuais. Estudos descobriram que quanto mais perto as mulheres estavam da ovulação, mais provocantes elas se vestem e mais atraentes elas são classificadas.
É possível que as mulheres sejam sensíveis às mudanças em sua atratividade física ao longo de seus ciclos, de modo que em seus estágios mais férteis seus níveis de atratividade sejam aumentados. Consequentemente, eles optam por exibir seus níveis crescentes de atratividade por meio desse método de ornamentação.
Durante os períodos de desequilíbrio hormonal, as mulheres apresentam um pico de atividade sexual. Como esses achados foram registrados para a atividade sexual iniciada pela mulher e não para a atividade iniciada pelo homem, a causa parece ser alterações hormonais durante o ciclo menstrual.
A pesquisa também descobriu que os ciclos menstruais afetam a frequência do comportamento sexual em mulheres na pré-menopausa. Por exemplo, mulheres que mantinham relações sexuais semanais com homens tinham ciclos menstruais com duração média de 29 dias, enquanto mulheres com interações sexuais menos frequentes tendiam a ter ciclos mais extremos.

### Resposta masculina à ovulação
Mudanças nos hormônios durante os ciclos de uma fêmea afetam a maneira como ela se comporta e a maneira como os machos se comportam em relação a ela. Pesquisas descobriram que os homens são muito mais atenciosos e amorosos com suas parceiras quando estão na fase mais fértil de seus ciclos, em comparação com quando estão nas fases lúteas. Os homens tornam-se cada vez mais ciumentos e possessivos em relação às suas parceiras durante a fase lútea.